# Жмакін Станіслав Віталійович
Станіслав Віталійович Жмакін (рос. Станислав Витальевич Жмакин; 25 червня 1982, м. Пенза, СРСР) — російський хокеїст, нападник. 
Вихованець хокейної школи «Дизель» (Пенза). Виступав за «Дизель» (Пенза), «Южний Урал» (Орськ), «Лада» (Тольятті), ЦСКА (Москва), «Автомобіліст» (Єкатеринбург), «Сєвєрсталь» (Череповець), «Югра» (Ханти-Мансійськ), «Нафтохімік» (Нижньокамськ), «Спартак» (Москва), «Автомобіліст» (Єкатеринбург).
У складі національної збірної Росії учасник EHT 2007.
Досягнення
- Бронзовий призер чемпіонату Росії (2004)
- Володар Континентального кубка (2006).